# George d'Egmont
George d'Egmont ou Joris d'Egmont (Egmond, vers 1504 - Saint-Amand, 26 septembre 1559) fut évêque d'Utrecht de 1534 à 1559.
George est le fils de Jean III d'Egmont. En 1526, il devint chanoine et plus tard doyen du chapitre de Liège. Il a été nommé comme l'un des tuteurs de Lamoral d'Egmont en 1528 après la mort de son père Jean IV d'Egmont. Il devient abbé de Saint-Amand au sud de Tournai. L'empereur Charles Quint le nomma évêque d'Utrecht en faveur de la noblesse néerlandaise. Puisqu'il a d'abord dû être ordonné prêtre, son ordination épiscopale a eu lieu un an plus tard. George resta à Saint-Amand et fit diriger le diocèse par un vicaire. Il a tenté de contrer la montée des luthériens sans grand succès. Après sa mort, il fut enterré dans son abbaye, mais son cœur fut enterré dans un cénotaphe du Dom d'Utrecht.
Un portrait de George d'Egmont datant d'environ 1535, peint par Jan van Scorel, est conservé au Rijksmuseum d'Amsterdam.